# 国立国语研究所

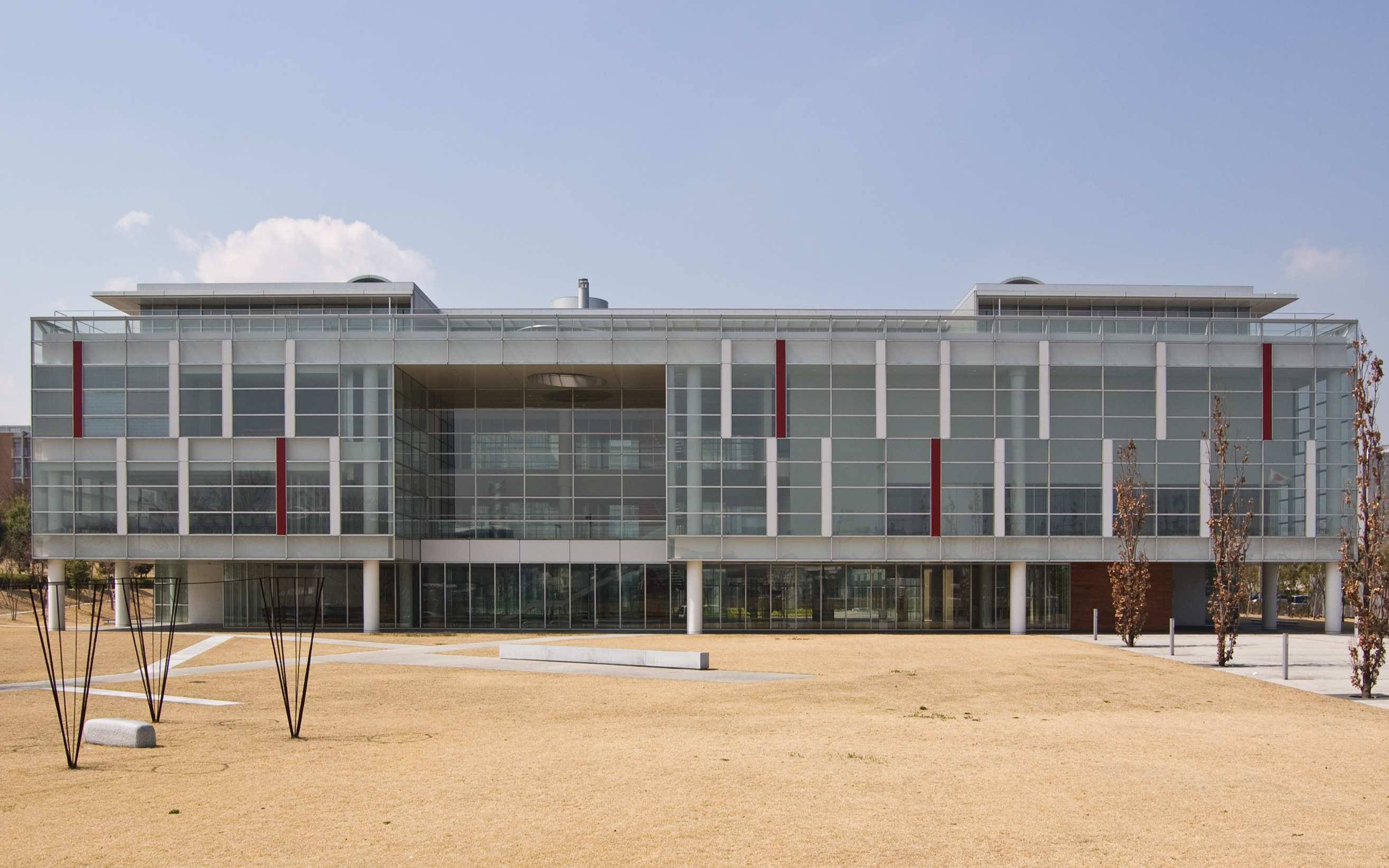
国立国语研究所主楼

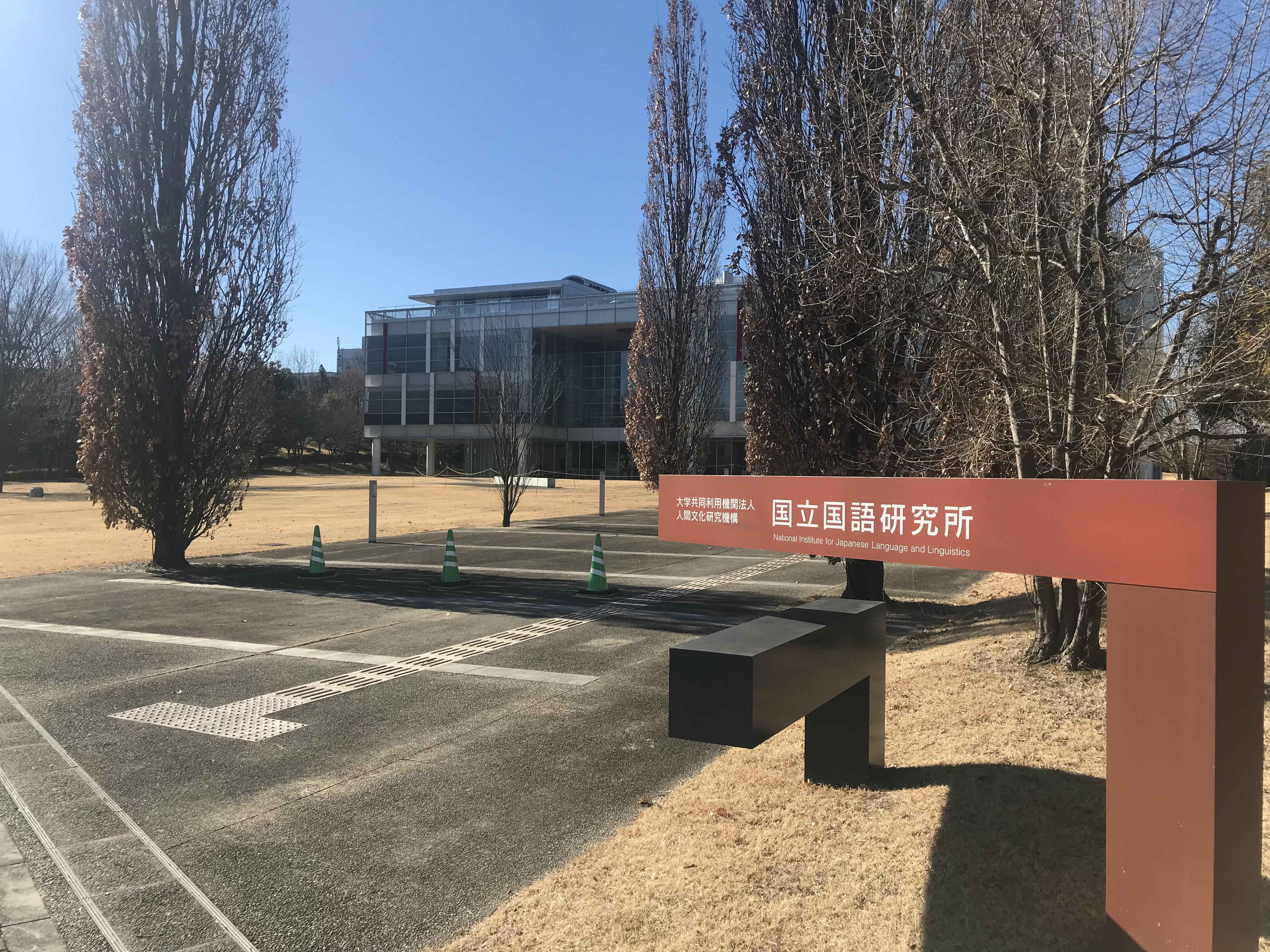
入口

国立国语研究所（日语：こくりつこくごけんきゅうしょ、英语：National Institute for Japanese Language and Linguistics、NINJAL）是日本的一个公立研究机构。设置者是大学共同利用機関法人人間文化研究機構。主要的研究领域是日本语学、语言学、日语教育，对日语的语法、文字、词汇、发音、方言等进行系统的研究。也与其他大学和研究机构合作培养研究生，与日本综合研究大学院大学联合培养博士生。

## 历史
机构成立于1948年，地址是東京都立川市緑町10番地之2，归属日本文部科学省管辖。近年在信息技术于语言学的应用，以及语料库研究领域有所深耕。作为日语教育的主要研究机构之一，提供诸多日语教育研究与教学资源。

## 历代所长
＜参考： ＞
|      | 氏名       | 就任期間                        |
| ---- | ---------- | ------------------------------- |
| 初代 | 西尾实     | 1949年01月31日 - 1960年01月22日 |
| 2代  | 岩渊悦太郎 | 1960年01月22日 - 1976年01月16日 |
| 3代  | 林大       | 1976年01月16日 - 1982年04月01日 |
| 4代  | 野元菊雄   | 1982年04月01日 - 1990年03月31日 |
| 5代  | 水谷修     | 1990年04月01日 - 1998年03月31日 |
| 6代  | 甲斐睦朗   | 1998年04月01日 - 2005年03月31日 |
| 7代  | 杉户清树   | 2005年04月01日 - 2009年09月30日 |
| 8代  | 影山太郎   | 2009年10月01日 - 2017年09月30日 |
| 9代  | 田洼行则   | 2017年10月01日 - 2023年03月31日 |
| 10代 | 前川喜久雄 | 2023年04月01日 - 现职           |

## 相关网站
- 官方网站 （页面存档备份，存于）